# Madingou (distrikt)
Madingou är ett distrikt i Kongo-Brazzaville. Det ligger i departementet Bouenza, i den sydvästra delen av landet, 190 km väster om huvudstaden Brazzaville.